# Werk Corno

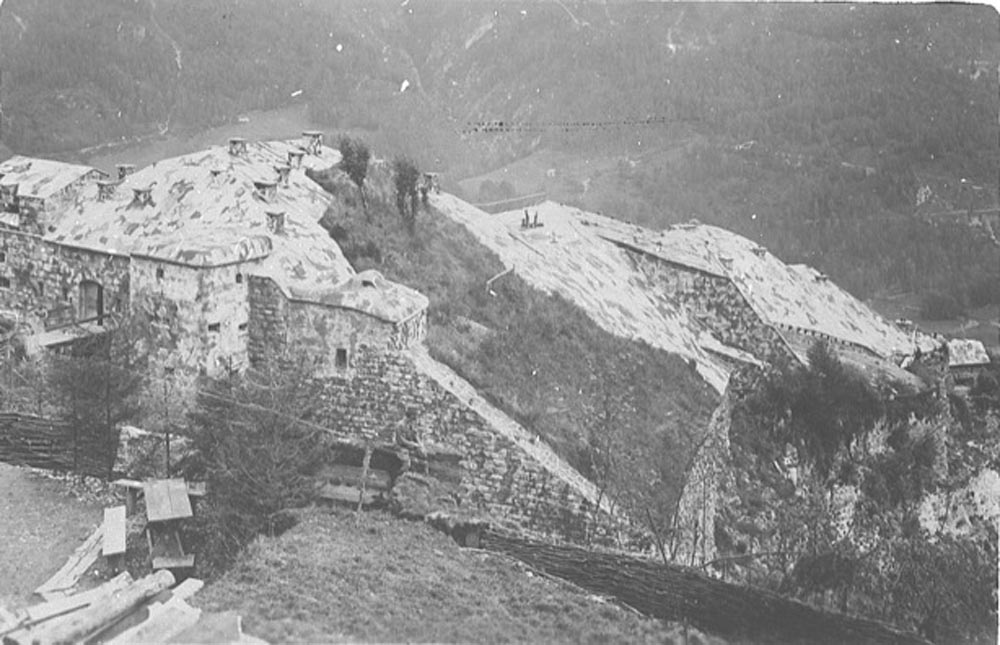
Werk Corno vor Kriegsbeginn

Das Werk Corno war ein Festungswerk im österreichisch-ungarischen Festungsriegels an der damaligen Reichsgrenze zu Italien.

## Lage
Es liegt südwestlich der Ortschaft Lardaro im Valle del Chiese (Trentino) und gehörte zur Sperrgruppe Lardaro. Die Anlage liegt heute auf dem Gebiet der Gemeinde Valdaone.

## Geschichte und Beschreibung
Das Werk Corno war als erstes der vier zur Sperrgruppe Lardaro gehörenden Werke 1883 begonnen und 1890 fertiggestellt worden. Das Fort liegt in Vorderhangstellung auf der Westseite des Tales und sperrte den Zugang nach Norden. Die Anlage war mit sechs Minimalschartenkanonen 12 cm M 80 und drei Panzermörsern 15 cm M 80 (später gegen drei Panzerhaubitzen 10 cm M 5 ausgetauscht) außergewöhnlich stark bewaffnet. Außerdem gehörten ursprünglich fünf 11-mm-Mitrailleusen zum Bestand, die aber bei Kriegsbeginn durch acht Maschinengewehre MG 07/12 ersetzt wurden. Der umbaute Raum betrug 18.000 Kubikmeter, es waren 53 Räume vorhanden. Wegen der Lage auf einer Felsnase war kein umlaufender Graben notwendig, lediglich die Kehle war durch einen Halsgraben gesichert.
Aufgeführt war es in Bruchsteinmauerwerk, was 1914 nur noch zu einer Klassifizierung als bombensicher und sturmfrei führte (einem längeren Beschuss von Geschützen mit dem Kaliber 15 cm und höher hätte das Bauwerk nicht standhalten können). Die Anlage war bedingt durch die Hanglage in drei Stufen angelegt und den geographischen Gegebenheiten angepasst worden. Zwei als Südbatterie bezeichnete Stufen waren übereinander in südsüdwestlicher Richtung gebaut worden; eine weitere, als Ostbatterie bezeichnete, wurde nach Südsüdost vorgelegt.
Bei Kriegsbeginn 1915 wurden die Geschütze demontiert und in Feldstellungen verwendet. Die beiden Panzerhaubitzen befanden sich danach in einer zu diesem Zwecke errichteten Artilleriestellung oberhalb des Werkes.
Während des Krieges schenkten die Angreifer dem völlig veralteten Bauwerk wenig Aufmerksamkeit, sodass es in großen Zügen unzerstört geblieben ist. Nachdem es über die Jahre verfiel, wurde es 1997 von der Gemeinde Praso aufgekauft, die ein Projekt zur Sicherung und Restaurierung des Bauwerkes in Auftrag gab. In der Folgezeit wurde das Werk restauriert dabei wurde auch das ursprüngliche und mittlerweile abgetragene Reinzinkdach rekonstruiert. Seit 2014 ist Werk Corno in den Sommermonaten wieder für Besucher geöffnet.